# Guerin Lebrun
Guerin de Montacute o Guérin Lebrun fou el 16è Mestre de l'Hospital. Va regir l'orde de 1231 a 1236, quan va morir mentre lluitava a Egipte.